# Rouvres-Saint-Jean
 Rouvres-Saint-Jean  es una población y comuna francesa, situada en la región de Centro, departamento de Loiret, en el distrito de Pithiviers y cantón de Malesherbes.

## Demografía
| 207 | 246 | 212 | 209 | 193 | 233 |
| Para los censos de 1962 a 1999 la población legal corresponde a la población sin duplicidades (Fuente: INSEE [Consultar]) |     |     |     |     |     |